# Евгений Онегин (фильм, 1911)
«Евгений Онегин» — российский фильм 1911 года снятый по одноимённому роману А. С. Пушкина. Режиссёр Василий Гончаров.
Премьера состоялась 1 марта 1911 года. Сцены из оперы П. И. Чайковского. Фильм сохранился без надписей.

## Сюжет
Сюжетная линия повторяет основные моменты романа Пушкина и оперы Чайковского.

## В ролях
- Пётр Чардынин
- Любовь Варягина
- Александра Гончарова
- Андрей Громов
- Арсений Бибиков